# Craugastor ranoides
Craugastor ranoides es una especie de anuros en la familia Craugastoridae.

## Distribución geográfica y hábitat
Es endémica de Nicaragua, Costa Rica y Panamá.

## Estado de conservación
Se encuentra amenazada por la pérdida de su hábitat natural y quizá la quitridiomicosis.